# Ernst Öpik
Ernst Julius Öpik (n. 22 octombrie 1893, Kunda, Lääne-Viru maakond, Estonia – d. 10 septembrie 1985, Bangor⁠(d), Irlanda de Nord, Regatul Unit) a fost un astronom și astrofizician estonian.
Și-a desfășurat activitatea la observatorul Armagh Observatory din Irlanda de Nord, unde a petrecut cea mai mare parte a vieții.

## Biografie
Născut în Estonia, a studiat la Universitatea din Moscova.
Își finalizează doctoratul la Universitatea din Tartu.
În timpul celui de-al Doilea Război Mondial se refugiază ajungând în Irlanda de Nord.

## Activitate
A descoperit și a studiat așa-numitele stele degenerate, adică "piticele albe".
A calculat distanța până la Soare a galaxiei Andromeda (M31), ca fiind de 45.000 de parseci.
A studiat modelul Secvenței Principale de stele cu mult înaintea lui Karl Schwarzschild și Fred Hoyle.
În 1922, a preconizat valoarea suprafeței și frecvența craterelor de pe Marte, lucru confirmat 15 ani mai târziu prin probele prelevate de sondele spațiale.
A elaborat o teorie privind evoluția epocilor glaciare, înainte ca Milanković să elaboreze celebra sa teorie a ciclurilor.
Pentru activitatea sa, i s-a decernat medalia de aur din partea Royal Astronomical Society.